# Ravels
Ravels ist eine belgische Gemeinde in die Kempen der Region Flandern mit 15.514 Einwohnern (Stand 1. Januar 2024). Sie liegt im Norden Belgiens und grenzt unmittelbar an die Niederlande. Ravels besteht aus dem Hauptort und den beiden weiteren Ortsteilen Poppel und Weelde.
Der Ort ist von der Landwirtschaft geprägt. Da auf den moorigen Böden Acker- und Gartenbau nur schwerlich möglich ist, aber das Klima ideal für die Tierzucht ist, befindet sich in der Ortschaft ein Schwerpunkt der flämischen Rinder-, Schweine- und Geflügelzucht.
Turnhout liegt sechs Kilometer südlich des Hauptortes, die niederländische Großstadt Eindhoven 34 Kilometer östlich, Antwerpen 44 Kilometer westsüdwestlich und Brüssel etwa 72 Kilometer südwestlich (alle Angaben in Luftlinie). 
Die nächsten Autobahnabfahrten befinden sich bei Turnhout und Retie an der A21/E 34.
In Turnhout befindet sich auch der nächste Regionalbahnhof.
Der Flughafen von Eindhoven und der Flughafen Antwerpen sind die nächsten Regionalflughäfen und Brüssel National nahe der Hauptstadt ist ein Flughafen von internationaler Bedeutung. 

## Persönlichkeiten
- Victor Van Beurden (1908–1991), römisch-katholischer Ordensgeistlicher, Bischof von Kole, geboren im Ortsteil Poppel